# Pyrinia flavoapicata
Pyrinia flavoapicata är en fjärilsart som beskrevs av Paul Dognin 1918. Pyrinia flavoapicata ingår i släktet Pyrinia och familjen mätare. Inga underarter finns listade.